# (3391) Sinon
(3391) Sinon, désignation internationale (3391) Sinon, est un astéroïde troyen jovien.

## Description
(3391) Sinon est un astéroïde troyen jovien, camp grec, c'est-à-dire situé au point de Lagrange L4 du système Soleil-Jupiter. Il présente une orbite caractérisée par un demi-grand axe de 5,302 UA, une excentricité de 0,083 et une inclinaison de 14,9° par rapport à l'écliptique.
Il est nommé en référence au personnage de la mythologie grecque Sinon, acteur du conflit légendaire de la guerre de Troie.

## Compléments